# Minardi PS01
Minardi PS01 je Minardijev dirkalnik Formule 1, ki je bil v uporabi v sezoni 2001, ko so z njim dirkali Tarso Marques, Alex Yoong in Fernando Alonso. Nobenemu izmet dirkačev se ni uspelo uvrstiti med dobitnike točk, najboljšo uvrstitev je dosegel Tarso Marques z devetima mestoma na Velikih nagradah Brazilije in Kanade. Fernando Alonso je dosegel kot najboljšo uvrstitev deseto mesto, Alex Yoong pa šestnajsto na le treh dirkah.

## Popolni rezultati Formule 1
(legenda) (odebeljene dirke pomenijo najboljši štartni položaj, poševne pa najhitrejši krog)
| Leto | Moštvo  | Motor        | Gume | Dirkači         | 1   | 2   | 3   | 4   | 5   | 6   | 7   | 8   | 9   | 10  | 11  | 12  | 13  | 14  | 15  | 16  | 17  | Toč | Prv |
| ---- | ------- | ------------ | ---- | --------------- | --- | --- | --- | --- | --- | --- | --- | --- | --- | --- | --- | --- | --- | --- | --- | --- | --- | --- | --- |
| 2001 | Minardi | European V10 | M    |                 | AVS | MAL | BRA | SMR | ŠPA | AVT | MON | KAN | EU  | FRA | VB  | NEM | MAD | BEL | ITA | ZDA | JAP | 0   | NC  |
| 2001 | Minardi | European V10 | M    | Tarso Marques   | Ret | 14  | 9   | Ret | 16  | Ret | Ret | 9   | Ret | 15  | DNQ | Ret | Ret | Ret |     |     |     | 0   | NC  |
| 2001 | Minardi | European V10 | M    | Alex Yoong      |     |     |     |     |     |     |     |     |     |     |     |     |     |     | Ret | Ret | 16  | 0   | NC  |
| 2001 | Minardi | European V10 | M    | Fernando Alonso | 12  | 13  | Ret | Ret | 13  | Ret | Ret | Ret | 14  | 17  | 16  | 10  | Ret | Ret | 13  | Ret | 11  | 0   | NC  |